# Yūta Okaya
Yūta Okaya (岡谷 雄太?, Okaya Yūta; Tokyo, 12 luglio 1999) è un pilota motociclistico giapponese.

## Carriera
Okaya iniziò la carriera in Giappone, partecipando a numerosi campionati nazionali. Nel 2011 e 2012 vinse il campionato monomarca HRC NSF 100, mentre nel 2018 si piazzò secondo nella classe Moto3 del campionato nazionale giapponese a 4,5 punti dal vincitore. Ottenne tre vittorie, due in più del campione, Genki Nakajima.
Esordì a livello mondiale nel 2019 nel campionato mondiale Supersport 300, ingaggiato dalla squadra spagnola DS Junior equipaggiata con Kawasaki Ninja 400. Non riuscì a qualificarsi nel primi tre GP e nell'ottavo, prendendo parte a sei gare complessive in cui ottenne un punto, nel GP di Donington. Chiuse la stagione in 41ª posizione finale.
Nel 2020 passò alla squadra olandese MTM Motoport, sempre con Kawasaki, ottenendo durante il GP di Portimão, la prima pole position e il primo podio, con il terzo posto raggiunto in gara 2. Realizzò la prima vittoria nella stessa stagione, nella gara 2 del GP di Magny-Cours. Chiuse la stagione in 10º posizione finale a 89 punti. Riconfermato nel 2021 dalla stessa squadra, ottenne durante la stagione tre piazzamenti a podio, tutti in terza posizione, terminando il campionato in quinta posizione finale con 140 punti.
Confermato nuovamente dalla squadra olandese MTM per la stagione 2022, Okaya realizzò un terzo posto segnando il suo primo giro veloce, in gara 2 del GP di Assen, e la pole position nel GP dell'Estoril, dove ottenne un'altra terza posizione in gara 1. ottenne poi una vittoria al Montmelò chiudendo la stagione al settimo posto. Nel 2023 si trasferì nel campionato mondiale Supersport gareggiando nelle prove valide per la World Supersport Challenge in sella ad una ZX-6R del team ProDina Kawasaki Racing. Portò a termine tutte le gare disputate pur senza ottenere punti.

## Risultati in gara

### Campionato mondiale Supersport 300
| 2019 | Moto     |    |    |    |    |    |    |    |    |    |     |  |  |  |  |  |  | Punti | Pos. |
| ---- | -------- | -- | -- | -- | -- | -- | -- | -- | -- | -- | --- |  |  |  |  |  |  | ----- | ---- |
| 2019 | Kawasaki | NQ | NQ | NQ | 26 | 28 | 19 | 15 | NQ | 22 | Rit |  |  |  |  |  |  | 1     | 41º  |

| 2020 | Moto     |   |     |    |   |     |     |     |     |    |   |   |   |    |   |  |  | Punti | Pos. |
| ---- | -------- | - | --- | -- | - | --- | --- | --- | --- | -- | - | - | - | -- | - |  |  | ----- | ---- |
| 2020 | Kawasaki | 4 | Rit | 27 | 3 | Rit | Rit | Rit | Rit | 27 | 1 | 6 | 5 | 12 | 6 |  |  | 89    | 10º  |

| 2021 | Moto     |   |   |   |     |     |   |    |     |     |   |   |   |   |   |   |   | Punti | Pos. |
| ---- | -------- | - | - | - | --- | --- | - | -- | --- | --- | - | - | - | - | - | - | - | ----- | ---- |
| 2021 | Kawasaki | 3 | 4 | 4 | Rit | Rit | 6 | 11 | Rit | Rit | 5 | 8 | 5 | 8 | 3 | 3 | 4 | 140   | 5º   |

| 2022 | Moto     |   |     |   |   |   |   |   |   |    |   |    |    |   |    |    |    | Punti | Pos. |
| ---- | -------- | - | --- | - | - | - | - | - | - | -- | - | -- | -- | - | -- | -- | -- | ----- | ---- |
| 2022 | Kawasaki | 5 | Rit | 4 | 3 | 3 | 8 | 8 | 2 | 20 | 7 | NP | NP | 1 | 13 | NP | NP | 129   | 7º   |

| Legenda | 1º posto        | 2º posto            | 3º posto           | A punti      | Senza punti        | Grassetto – Pole position Corsivo – Giro più veloce |
| Legenda | Gara non valida | Non qual./Non part. | Ritirato/Non class | Squalificato | '-' Dato non disp. | Grassetto – Pole position Corsivo – Giro più veloce |

### Campionato mondiale Supersport
| 2023 | Moto     |  |  |  |  |    |    |    |    |    |    |    |    |     |     |    |    |    |    |    |    |    |    |  |  | Punti | Pos. |
| ---- | -------- |  |  |  |  | -- | -- | -- | -- | -- | -- | -- | -- | --- | --- | -- | -- | -- | -- | -- | -- | -- | -- |  |  | ----- | ---- |
| 2023 | Kawasaki |  |  |  |  | 23 | 23 | 22 | 21 | 20 | 27 | 21 | 25 | Inf | Inf | 25 | 21 | 18 | 24 | 24 | 24 | 25 | 25 |  |  | 0     |      |

| Legenda | 1º posto        | 2º posto            | 3º posto           | A punti      | Senza punti        | Grassetto – Pole position Corsivo – Giro più veloce |
| Legenda | Gara non valida | Non qual./Non part. | Ritirato/Non class | Squalificato | '-' Dato non disp. | Grassetto – Pole position Corsivo – Giro più veloce |